# 御書印
御書印（ごしょいん）は、書店において、来店者向けに押印される印章、およびその印影。「共通印」「オリジナル印」「店名印」という３つの印と「お店の一筆」と来店日が組み合わされて提供される。
集印の1種。

## 概要
御書印帖を参加書店に持参し、書店に規定料金を支払い、印を受ける。

### 沿革
2020年3月1日に北海道から宮崎県までの46書店で押印が始まった。2025年3月時点で参加書店は全都道府県と台湾にあり、参加店数は560店を超えた。